# Chondranthus
Chondranthus is een geslacht van zeeanemonen uit de klasse van de Anthozoa (bloemdieren).

## Soort
- Chondranthus denudatus Migot & Portmann, 1926